# Bank Ten Cate & Cie
Bank ten Cate & Cie N.V., opgericht in 1881, is een kleine Nederlandse bank gericht op private banking. Hij is eigendom van de ondernemersfamilie Ten Cate.

## Geschiedenis
Op 1 oktober 1881 start Dirk Willem Brand een effectenhuis in Amsterdam. Vanaf 1915 maakt de firma D.W. Brand naam met de handel in incourante fondsen. Het familiebedrijf bouwt ook een beleggingsadviespraktijk op voor haar particuliere cliënten, en blijft zo ruim een eeuw lang actief als commissionair in effecten, kantoorhoudend aan de Keizersgracht.
In 1986 koopt ABN Bank D.W. Brand N.V., splitst de afdeling incourante fondsen af en zet het bedrijf voort als effectenbank voor particuliere relaties. Acht jaar later neemt de Ten Cate familie D.W. Brand N.V. over van ABN AMRO. De activiteiten worden samengevoegd met de effectendienstverlening van Ten Cate Wentholt van Wijngaarden. De vennootschap wordt voortgezet onder de naam Bank ten Cate & Cie N.V. De combinatie ontwikkelt zich tot een private bank met de focus op vermogensbeheer.
In 2010 nam Bank Ten Cate & Cie de private banking afdeling over van Delta Lloyd, gevolgd door de SNS Private Banking afdeling in 2013. De bank had in 2013 ca. 2 miljard euro vermogen in beheer, in 2022 was dat gegroeid tot ruim 4 miljard.

## Vestiging
De bank is gevestigd aan de Herengracht 130 in Amsterdam. De geschiedenis van het pand gaat terug tot 1614 toen een Antwerpse koopman het erf kocht en er een dubbel woonhuis op liet bouwen.

## Diensten
Bank Ten Cate richt zich met name op vermogensbeheer in verschillende vormen. Het type beheer hangt – zoals bij de meeste vermogensbeheerders – af van de grootte van het vermogen en de mate van vrijheid die de klant zijn bankier wenst te geven.
In 2010 nam Bank Ten Cate & Cie enkele honderden vermogende klanten over van Delta Lloyd. In 2013 nam ze SNS Private Banking over.